# Klinovós
Klinovós, en grec moderne : Κλεινοβός, anciennement appelé Klinós, en Κλεινός, est un village et un ancien dème du district régional de Tríkala, en Thessalie, Grèce. Depuis  2010, il est fusionné au sein du dème de Kalambáka, puis en 2018 dans le dème des Météores.
Selon le recensement de 2011, la population du dème compte 1 345 habitants tandis que celle du village s'élève à 194 habitants.